# Amt Selent/Schlesen
Het Amt Selent/Schlesen is een Amt in de Duitse deelstaat Sleeswijk-Holstein. Het bestaat uit zeven gemeenten in de Landkreis Plön. Het bestuur zetelt in Selent.

## Geschiedenis
Het Amt ontstond in 1959 door een fusie van de voormalige Ämter Schlesen en Selent. In 1974 fuserden de gemeenten Fargau en Pratjau.
In 2008 ging het Amt een Verwaltungsgemeinschaft aan met de gemeente Raisdorf, die de uitvoerende taken voor het Amt op zich nam. Tegelijkertijd verliet de gemeente Stoltenberg het Amt en sloot zich aan bij het Amt Probstei. Later in 2008 fuseerde Raisdorf met Klausdorf tot de stad Schwentinental. Sindsdien voert die stad de bestuurlijke taken van het Amt uit.

## Deelnemende gemeenten
1. Dobersdorf
2. Fargau-Pratjau
3. Lammershagen
4. Martensrade
5. Mucheln
6. Schlesen
7. Selent